# Pitch pine
Pitch pine is een houtsoort uit Amerika. Dit was vroeger veelal kernhout afkomstig uit oude bossen, uit het zuiden van de Verenigde Staten, van Pinus soorten (familie Pinaceae) die tegenwoordig, uit nieuwe bossen, hout leveren dat voornamelijk uit spinthout bestaat en southern pine heet). In de Verenigde Staten is "pitch pine" de naam voor Pinus rigida. 
Wat tegenwoordig als pitch pine wordt ingevoerd is echter hout uit Midden Amerika. 
Het rechtdradig hout heeft lichtbruin tot roodbruin kernhout en wit tot geelachtig spinthout. 
Het wordt gebruikt voor dakconstructies, binnenschrijnwerk en meubels. 
Bij het bewerken kan er hars aan de bewerkingstoestellen blijven kleven, daarom wordt het hout best ontvet. 